# Somano
Somano là một đô thị tại tỉnh Cuneo trong vùng Piedmont của Italia, vị trí cách khoảng 60 km về phía đông nam của Torino và khoảng 40 km về phía đông bắc của Cuneo. Tại thời điểm ngày 31 tháng 12 năm 2004, đô thị này có dân số 399 người và diện tích 11,8 km².
Đô thị Somano có các frazioni (đơn vị cấp dưới, chủ yếu là các làng) Fossati, Altavilla, Sant'Antonio, Manzoni, Albere, Garombo, Curine, Ruatalungavà Costalunga.
Somano giáp các đô thị: Bonvicino, Bossolasco và Dogliani.